# Distichophyllum stipitatifolium
Distichophyllum stipitatifolium là một loài Rêu trong họ Hookeriaceae. Loài này được Müll. Hal. ex M. Fleisch. mô tả khoa học đầu tiên năm 1908.